# فلوريد الرصاص الثنائي
 فلوريد الرصاص الثنائي  مركب كيميائي له الصيغة PbF2، ويكون على شكل مسحوق بلوري أبيض.

## الخواص
- مركب فلوريد الرصاص الثنائي ضعيف الانحلال في الماء، ينحل فقط 640 مغ /100 مل ماء عند الدرجة 20°س [3]، ويبلغ جداء الانحلالية له

Ksp = 7.12 x 10−7، لكنه منحل في حمض النتريك.

## التحضير
يحضر إما من تفاعل هيدروكسيد الرصاص الثنائي أو كربونات الرصاص الثنائي مع حمض هيدروفلوريك ثم بتبخير المحلول الناتج
Pb(OH)2 + 2 HF → PbF2 + 2 H2O
أو بتفاعل ترسيب، وذلك بإضافة حمض هيدروفلوريك إلى محلول ملح من أملاح الرصاص، أو بإضافة فلوريد البوتاسيوم إلى محلول نترات الرصاص الثنائي
2 KF + Pb(NO3)2 → PbF2 + 2 KNO3

## الاستخدامات
- يستخدم في مجال البصريات وصناعة الزجاج، فيدخل في صناعة الزجاج سهل الانصهار low melting glasses، وفي تغطية الزجاج بطبقة تعكس الأشعة تحت الحمراء.
- يستخدم كحفاز في اصطناع البكولين.